# Egretta
Egretta – rodzaj ptaków z podrodziny czapli (Ardeinae) w obrębie rodziny czaplowatych (Ardeidae).

## Występowanie
Rodzaj obejmuje gatunki występujące na wszystkich kontynentach, oprócz Antarktydy.

## Morfologia
Długość ciała 42,5–81 cm, rozpiętość skrzydeł 84–117 cm; masa ciała 213–869 g.

## Systematyka

### Etymologia
- Egretta: fr. Aigrette „czapla”, od zdrobnienia oks. Aigron „czapla”[16].
- Garzetta: epitet gatunkowy Ardea garzetta Linnaeus, 1766; wł. Garzetta lub Sgarzetta „czapla nadobna”[16]. Gatunek typowy: Ardea garzetta Linnaeus, 1766.
- Lepterodas: gr. λεπτος leptos „delikatny, smukły”; ερωδιος erōdios „czapla” (por. ερωγας erōgas „czapla”)[16]. Gatunek typowy: Ardea schistacea Hemprich & Ehrenberg, 1828[a].
- Demigretta: nowołac. demi- „pół-”, od średniowoeicznołac. dimedius „połowa”; rodzaj Egretta T. Forster, 1817[16]. Gatunek typowy: Demigretta concolor Blyth, 1846 (= Ardea sacra J.F. Gmelin, 1789).
- Hemiegretta: gr. ἡμι- hēmi- „pół, mały”, od ἡμισυς hēmisus „połowa”; rodzaj Egretta T. Forster, 1817[16]. Gatunek typowy: Ardea sacra J.F. Gmelin, 1789.
- Florida: Floryda (ang. Florida), Stany Zjednoczone; z pięciu okazów, na podstawie których Baird opisał rodzaj, dwa zostały odłowione na Florydzie[16]. Gatunek typowy: Ardea caerulea Linnaeus, 1758.
- Hydranassa: gr. ὑδρο- hudro- „wodny”, od ὑδωρ hudōr, ὑδατος hudatos „woda”; ανασσα anassa „królowa, dama”, od αναξ anax, ανακτος anaktos „król” (por. νασσα nassa „kaczka”)[16]. Gatunek typowy: Ardea ludoviciana A. Wilson, 1814 (= Egretta ruficollis Gosse, 1847[b]).
- Dichromanassa: gr. διχρωμος dikhrōmos „dwukolorowy”, od δι- di- „podwójny”, od δις dis „dwa razy”, od δυο duo „dwa”; χρωμα khrōma, χρωματος khrōmatos „kolor”, od χρωζω khrōzō „plamić”; ανασσα anassa „królowa, dama”, od αναξ anax, ανακτος anaktos „król” (por. νασσα nassa „kaczka”)[16]. Gatunek typowy: Ardea rufa Boddaert, 1793 (= Ardea rufescens J.F. Gmelin, 1789).
- Leucophoyx: gr. λευκος leukos „biały”; φωυξ phōux „czapla”[16]. Gatunek typowy: Ardea candidissima J.F. Gmelin, 1789 (= Ardea thula G.I. Molina, 1782).
- Melanophoyx: gr. μελας melas, μελανος melanos „czarny”; φωυξ phōux „czapla”[16]. Gatunek typowy: Ardea calceolata Du Bus, 1837 (= Ardea ardesiaca Wagler, 1827).
- Notophoyx: gr. νοτος notos „południe”; φωυξ phōux „czapla”[16]. Gatunek typowy: Ardea novaehollandiae Latham, 1790.
- Tonophoyx: anagram nazwy rodzaju Notophoyx Sharpe, 1895[16]. Gatunek typowy: Notophoyx flavirostris Sharpe, 1894 (= Ardea picata Gould, 1845).
- Hemigarzetta: gr. ἡμι- hēmi- „pół, mały”, od ἡμισυς hēmisus „połowa”; wł. Garzetta lub Sgarzetta „czapla nadobna”[16]. Gatunek typowy: Herodias eulophotes Swinhoe, 1860.

### Podział systematyczny
Do rodzaju należą następujące gatunki:
- Egretta picata (Gould, 1845) – czapla srokata
- Egretta novaehollandiae (Latham, 1790) – czapla białolica
- Egretta rufescens (J.F. Gmelin, 1789) – czapla rdzawoszyja
- Egretta ardesiaca (Wagler, 1827) – czapla czarna
- Egretta vinaceigula (Sharpe, 1895) – czapla łupkowata
- Egretta tricolor (Statius Müller, 1776) – czapla trójbarwna
- Egretta caerulea (Linnaeus, 1758) – czapla śniada
- Egretta thula (G.I. Molina, 1782) – czapla śnieżna
- Egretta garzetta (Linnaeus, 1766) – czapla nadobna
- Egretta gularis (Bosc, 1792) – czapla rafowa
- Egretta sacra (J.F. Gmelin, 1789) – czapla czczona
- Egretta eulophotes (Swinhoe, 1860) – czapla żółtodzioba